# ذراع الصر (حالمين)

تعديل مصدري - تعديل

ذراع الصر هي إحدى قرى عزلة حبيل الريدة بمديرية حالمين التابعة لمحافظة لحج، بلغ تعداد سكانها 51 نسمة حسب تعداد اليمن لعام 2004.